# Бокс (участник восстания)
Бокс (лат. Boxus от др.-перс. Buxša; казнён в 325 до н. э.) — бактриец, живший в IV веке до н. э.; один из предводителей восстания в Бактрии и Согдиане в 325 году до н. э.

## Биография
Во время участия Александра Македонского в долгом Индийском походе, посчитав правдой слухи о его смерти, подняли мятеж поселённые в Бактрии и Согдиане греки-колонисты, желавшие вернуться на родину. Они провозгласили своим предводителем Афинодора, принявшего царский титул. В восстании участвовали и представители местного населения. Из источников сложно понять, и мнения исследователей по этому вопросу расходятся, поддержали ли местные жители это выступление добровольно или вынужденно. Однако желание эллинов уйти устраивало «варваров», что сделало возможным их союз.
Квинт Курций Руф при описании событий называл имя бактрийца Бокса. По замечанию Е. О. Стоянова, любые предположения о его происхождении и занимаемом социальном статусе — только неподтверждённые гипотезы. Бокс принял участие в организованном греком Биконом заговоре против Афинодора. Во время пира Афинодор был убит. Впоследствии Бикон смог избежать наказания, но по решению восставших Бокс был казнён.